# 奧波萊市政廳

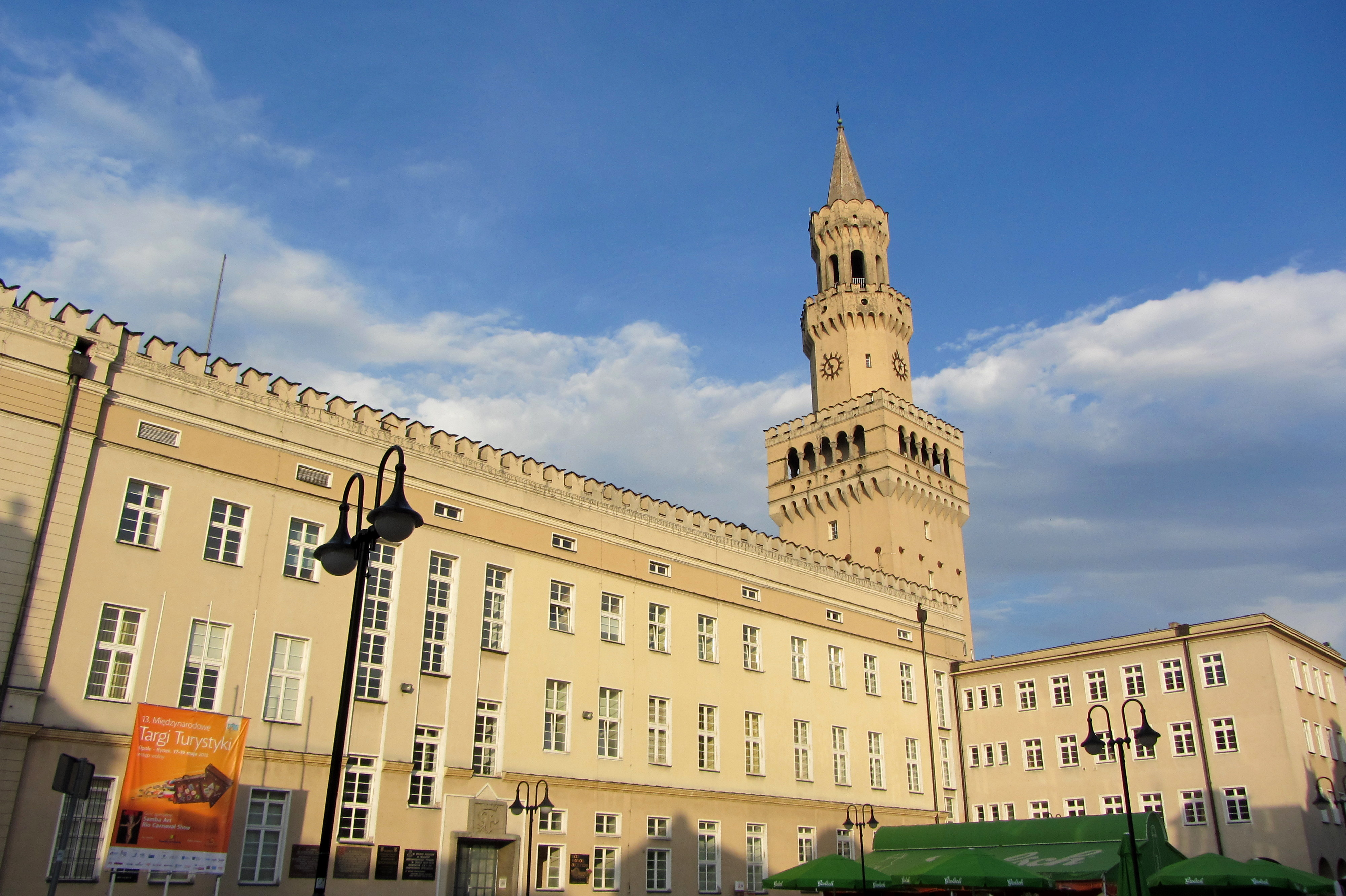

奧波萊市政廳（Opole Town Hall）是波蘭城市奧波萊的市政廳建築，外觀為新文藝復興式風格建築。該建築的外觀效仿了意大利佛羅倫薩的舊宮。市政廳的鐘樓曾在1934年倒塌，但在1936年重建。二戰期間，市政廳並未遭到轟炸，仍然是奧波萊市議會的辦公場所。